# جون إس. جيبسون
جون إس. جيبسون (بالإنجليزية: John S. Gibson)‏ هو محامي وسياسي أمريكي، ولد في 3 يناير 1893 في فولكستون في الولايات المتحدة، وتوفي في 19 أكتوبر 1960 في دوغلاس في الولايات المتحدة. حزبياً، نشط في الحزب الديمقراطي. وقد انتخب عضو مجلس النواب الأمريكي.